# 聖ゲオルギウスの聖母
『聖ゲオルギウスの聖母』（せいゲオルギウスのせいぼ、伊: Madonna di San Giorgio ）は、1530年ごろに制作されたコレッジョによる板上の油彩画である。現在、ドレスデンのアルテ・マイスター絵画館に所蔵されている。
マンテーニャの『勝利の聖母』に倣った、花で装飾された円蓋の下の中央部分に、聖母マリアと幼子イエス・キリストが描かれている。左側には、ジミニャーノ（モデナの守護聖人。司教の衣服で表され、プットの助けを借りて町の模型を持っている）と洗礼者ヨハネがいる。右側には、ドミニコ会（本作は、ドミニコ会のために描かれた）の守護聖人である殉教者聖ペテロ（白と黒の僧服を身に着け、頭部に刺さっているナイフがかろうじて見える）と、聖ゲオルギウス（ドラゴンの頭部を左足の下に組み敷いており、3人のプットが剣と兜を持っている）が描かれている。

## 歴史
本作は、モデナのサン・ピエトロ・マルティーレ教会の礼拝堂の高祭壇画として依頼された。『聖セバスティアヌスの聖母』の確実な年代測定により、本作は1520年代半ばまでの制作であると決定的に特定できる。コレッジョが最後に貢献したパルマ大聖堂の天井画と並行して制作され、本作はおそらく画家が仕上げた最後の宗教的な作品であった。2点の準備素描が現存している。
本作の複製が、画家のジローラモ・コンティとバルトロメオ・パッセロッティによって作成され、ピーター・パウル・ルーベンスも本作にもとづいて赤チョークの素描を作成した。またジョルジョ・ヴァザーリによっても記述されている。絵画は1649年にフランチェスコ1世・デステにより購入されたが、フランチェスコ１世は、グエルチーノに絵画の複製を依頼して、礼拝堂内の元の場所にあった原作と置き換えた。デステ・コレクションに入った直後、パードレ・オットネッリとフランチェスコ・スカンネッリにより賞賛された。 1746年にフランチェスコ3世・デステは、本作と他の何点かの絵画をフレデリック・アウグストゥス2世に売却した。